# The Crickets
„The Crickets“ е първият албум компилация на българската рок групата Щурците. Албумът съдържа 13 песни от албумите „Конникът“, „Мускетарски марш“, „20 години по-късно“ и компилацията „Рок за мир“. Албумът е издаден през 1990 година, заедно с албумът „FSB“ от ФСБ.

## Песни
1. Мускетарски марш (1987, Мускетарски марш)
2. Навечерие (1987, Мускетарски марш)
3. Ритъм в розово (1987, Мускетарски марш)
4. Нощен блок (1987, Мускетарски марш)
5. Когато си отива любовта (1987, Мускетарски марш)
6. Рок в минало време (1985, Конникът)
7. Футуролог (1987, Мускетарски марш)
8. Пред парадния вход (1986, Рок за мир'87)
9. SOS (1985, Конникът)
10. Вик (1987, Рок за мир'87)
11. Стълбата (1985, Конникът)
12. ХХ век (на живо)
13. Омагьосаният замък (1987, Мускетарски марш)